# Herrenhaus Osterwohle
Das Herrenhaus Osterwohle ist ein denkmalgeschütztes Bauwerk im Ortsteil Osterwohle der Stadt Salzwedel in Sachsen-Anhalt. Im örtlichen Denkmalverzeichnis ist das Bauwerk unter der Erfassungsnummer 094 05893 als Baudenkmal verzeichnet.

## Allgemeines
Bei dem Bauwerk handelt es sich um das Herrenhaus eines ehemaligen Rittergutes. Das rechteckige Herrenhaus wurde auf einer älteren Burgstelle erbaut. Das Obergeschoss und der östliche Teil des Gebäudes wurden als Fachwerkbau errichtet.
Das Gebäude befindet sich im südöstlichen Teil des Ortes.

## Geschichte
Erbaut wurde das Gebäude nach dem Jahr 1430 für die Herren von Bodenteich. Ab 1499 befand sich das Gebäude im Besitz der Familie von der Schulenburg. In der Mitte des 18. Jahrhunderts wurde das Gebäude erweitert. Durch die Bodenreform in der Sowjetischen Besatzungszone im Jahr 1945 wurde Werner Graf von der Schulenburg-Beetzendorf enteignet.